# Oie de Poméranie
L'oie de Poméranie (en allemand : Pommerngans), parfois appelée oie de Rügen, est une race d'oie domestique de grande taille originaire de l'aire baltique et de la Poméranie.

## Histoire
L'oie de Poméranie est mentionnée au début du XIVe siècle sous le règne du prince Wislaw III de Rügen. Le chroniqueur Thomas Kantzow évoque au XVIe siècle dans sa Pomerania une « oie de Rügen », croisée avec l'oie cendrée. Elle est présente depuis des siècles à l'île de Rügen, ainsi que dans l'Uckermark (au nord-est du Brandebourg). Elle est élevée par les paysans allemands de la Baltique et à l'est du Brandebourg  aussi bien dans les grands domaines que dans les petites fermes. Son élevage à grande échelle commence au XIVe siècle. Elle est à l'origine de plusieurs races d'élevage (comme l'oie de Celle...).
Le standard officiel de la race est seulement défini en 1912. On la trouve aujourd'hui dans toute l'Allemagne et à l'étranger.

## Description

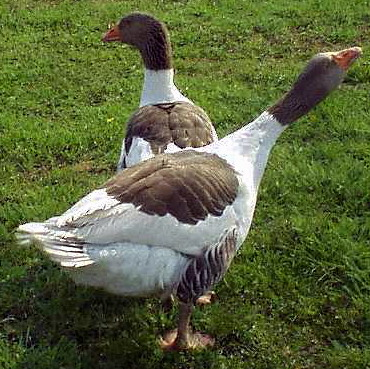
Oies de Poméranie.

C'est une race au plumage gris, pie-gris, blanc ou fauve. Le jars pèse 8-9 kg, la femelle 7-8 kg. Le baguage est de 27 mm pour les deux sexes. La cane pond des œufs de 170 grammes en moyenne de couleur blanche.